# Tropidocephala neoelegans
Tropidocephala neoelegans är en insektsart som beskrevs av Frederick Arthur Godfrey Muir 1913. Tropidocephala neoelegans ingår i släktet Tropidocephala och familjen sporrstritar. Inga underarter finns listade i Catalogue of Life.